# Grammopsoides
Grammopsoides är ett släkte av skalbaggar. Grammopsoides ingår i familjen långhorningar.
Kladogram enligt Catalogue of Life:
| Grammopsoides | \| \| Grammopsoides picta \| \| \| \| \| \| Grammopsoides tenuicornis \| \| \| \| |
|               | \| \| Grammopsoides picta \| \| \| \| \| \| Grammopsoides tenuicornis \| \| \| \| |
|               | Grammopsoides picta                                                               |
|               |                                                                                   |
|               | Grammopsoides tenuicornis                                                         |
|               |                                                                                   |